# Бій в селищі Червоноармійському
Бій в селищі Червоноармійському — бій між німецькою та радянською армією в Добропіллі 1943 році, один з епізодів Німецько-радянської війни.

## Історія
В ніч з 22-23 лютого 1943 залишки четвертого гвардійського танкового корпус на чолі з Г. Я. Андрющенко, відступили з Красноармійська на територію нинішнього міста Добропілля. 23 лютого вони в складі 183 танкової бригади покинули територію Добропілля.
Відхід бригади прикривали два батальйони танковий на чолі з І. М. Коваленком і мотострілецький на чолі з І. М. Магоновим. Протягом всього дня 23 лютого вони вели нерівний бій з німецькою армією. Їм допомагали добропільці зі зброєю, захопленою у ворога, чи виданою комбригом Г. Я. Андрющенко як добровольцям.
Під вогнем ворожих танків загинуло більше сотні червоноармійців, які не встигли відступити до селища РСЧА, куди вже відійшла і зайняла оборону вся група прикриття.
Бій в районі шахти тривав до пізнього вечора. Червоноармійці вели вогонь із за шахтних будівель, вагонеток, з терикона. Все поле де нині парк, стадіону шахти «Алмазна», було густо вкрито трупами ворога і їх підбитими танками. Керував групою прикриття комісар О. М. Каминін, який загинув в бою на подвір'ї шахти.
Атаки німців на позиції групи прикриття посилились, були підтягнуті додаткові танкові групи. Під покровом ночі радянські солдати і самооборона добропілля залишили свій останній рубіж оборони і відійшли до с. Степанівка Олександрівського району, де знаходилися їхні основні сили. Їх відступ прикривав вогнем кулемета до останнього патрона важко поранений в обидві ноги В. М. Самойлов, гірник шахти Добропільської, керівник місцевої підпільної групи антифашистів.